# Antoni Ferrer Pino
Antoni Ferrer Pino (Reus, 2 de febrer de 1903 - Reus, 19 de juliol de 1945) va ser un sacerdot catòlic i escriptor.
Era fill de Josep Ferrer, pagès de Tivissa i d'Elvira Pino Monclús, de Ginestar. Va estudiar al Centre Catòlic de Reus, on vivien els seus pares, i després a Tarragona, al Seminari Conciliar. El cardenal Vidal i Barraquer el va ordenar l'any 1926, que el va animar a fer un doctorat en Teologia, però quan el va aprovar no va recollir el títol per raons econòmiques. Va ser nomenat vicari de l'església de Montbrió del Camp, des d'on va actuar de consiliari de la Federació de Joves Cristians de Catalunya, una organització prohibida el 1939 pel règim franquista.
L'endemà de l'ocupació de Reus per l'exèrcit de Franco, el 16 de gener de 1939, es va presentar a la ciutat per organitzar la reobertura de les parròquies, juntament amb mossèn Poblet i mossèn Paniello, però van ser represaliats per l'autoritat militar per cantar el Credo en català a l'església de Sant Joan. Poc després era rector a Els Pallaresos, però, amb mala salut, va haver de retirar-se a la cartoixa de Montalegre, on, després de vèncer l'oposició del vicari apostòlic i d'obtenir el permís del cardenal Vidal i Barraquer des de Suïssa, va prendre l'hàbit de l'orde de la Cartoixa. El 2 d'agost de 1941 va haver d'abandonar Montalegre per un agreujament de la malaltia i va tornar a Reus on hi havia els seus pares i on va ser per un temps vicari de l'església de la Puríssima Sang, i capellà de les monges franceses de la Presentació. Va morir el 10 de juliol de 1945, i va ser enterrat al Monestir de Poblet on s'havia retirat, perquè era membre de la Germandat de benefactors d'aquell monestir.

## Obres[1]
El Monestir de Poblet li va concedir el títol de membre de la Germandat de benefactors per la seva traducció de les obres de Bernat de Claravall, abat cistercenc, al català.
Va ser autor de:
- Breviari minúscul. Barcelona: Foment de Pietat, 1930.
- Esclats: poesies. Barcelona: Torrell de Reus, 1946.
- Jesucrist, llum de l'anima: meditacions par a cada dia de l'any. Barcelona: Foment de la Pietat, 1935-1936. 4 vols.
- Jesucristo, luz del alma: meditaciones para todos los días del año. Tarragona: Juan Torres, 1942-1943. 4 vols.
- El Regne de Déu. Barcelona: Estela, 1963 (pòstum).
- Tríptic de la Sagrada Passió: Getsemaní. Via Crucis. Set paraules: obra pòstuma. Barcelona: Balmes, 1947.

A més va traduir diverses obres del jesuïta belga Pierre Charles (1883–1954).